# کیت الکساندر (بازیکن فوتبال)
کیت الکساندر (انگلیسی: Keith Alexander؛ ۱۴ نوامبر ۱۹۵۶ – ۳ مارس ۲۰۱۰) یک بازیکن فوتبال در پست مهاجم اهل سنت لوسیا بود.

## تیم ملی
وی همچنین در تیم ملی فوتبال سنت لوسیا بازی کرده است.